# Sámuel Teleki
Sámuel Teleki, född den 1 november 1845, död den 10 mars 1916, var en ungersk greve och Afrikaresande.
Teleki ledde 1887-88 en av honom på egen bekostnad utrustad expedition, till stor del bestående av ungrare. Från Zanzibar tågade expeditionen till Kilimandjaro, som Teleki besteg till snögränsen, därifrån genom de fientliga landskapen Kikuju  och Leikipia (nuvarande Laikipia) samt anlände i november 1887 till Baringosjön. Från Leikipia gjorde Teleki en utflykt till Mount Kenya, vars topp han sökte uppnå, men kom till följd av bergväggarnas branthet ej högre än till snögränsen, närmare 4 500 meter. Från Baringosjön upptäckte expeditionen Turkanasjön, resans förnämsta resultat. Expeditionen var åter i Zanzibar i oktober 1888.